# Bạch Vân am thi tập
Bạch Vân am thi tập (白雲庵詩集, hiểu theo nghĩa nôm na là “tập thơ viết từ am Mây Trắng”) là tuyển tập thơ viết bằng chữ Hán của Trình quốc công (程國公) Nguyễn Bỉnh Khiêm (阮秉謙), là một nhà thơ lớn đồng thời là một chính khách nhiều ảnh hưởng sống thời Lê-Mạc phân tranh (cũng được gọi là thời kỳ Nam-Bắc triều) của lịch sử Việt Nam thế kỷ 16. Tên gọi “Bạch Vân” có nguồn gốc từ danh xưng “Bạch Vân am cư sĩ” (白雲庵居士) của Nguyễn Bỉnh Khiêm (tên huý của ông là Nguyễn Văn Đạt). Hai tuyển tập thơ “Bạch Vân am thi tập” (chữ Hán) và “Bạch Vân quốc ngữ thi tập” (chữ Nôm) của ông được coi là một thành tựu lớn của thơ văn trung đại Việt Nam, mở đầu cho một dòng thơ văn giàu tính triết lý, tư duy lý trí - thế sự, bước đầu chạm chân vào hiện thực, đã mô tả xã hội dưới góc nhìn đời tư và đời thường, và là một cống hiến lớn của văn học thời Mạc đối với tiến trình phát triển và hoàn thiện của văn học dân tộc. Theo như lời đề tựa do chính Nguyễn Bỉnh Khiêm viết thì “Bạch Vân am thi tập” có không ít hơn một nghìn bài thơ. Tuy nhiên do quá trình lưu giữ và sao chép qua nhiều thế kỷ mà một số lượng không nhỏ tác phẩm bị thất lạc, đến nay còn lại chừng hơn 600 bài thơ chữ Hán được nhiều nhà nghiên cứu xác nhận.

## Hoàn cảnh sáng tác
Khác với tuyển tập chữ Nôm “Bạch Vân quốc ngữ thi tập”, hầu hết các nhà nghiên cứu có thể đồng nhất quan điểm về thời kỳ sáng tác cũng như số lượng gần chính xác các bài thơ trong “Bạch Vân am thi tập”.
Nguyễn Bỉnh Khiêm là một nhà thơ sáng tác nhiều. Chỉ tính riêng thơ chữ Hán ông đã có nghìn bài. Đây là con số thực (có thể tác giả đã tính số tròn) vì chính ông đã ghi vào lời tựa của “Bạch Vân am thi tập”: “Nói tâm là nói về cái chỗ mà chí đạt tới vậy, mà thơ lại là để nói chí. Có kẻ chí để ở đạo đức, có kẻ chí để ở công danh, có kẻ chí để ở sự nhàn dật. Tôi lúc nhỏ chịu sự dạy dỗ của gia đình, lớn lên bước vào giới sĩ phu, lúc về già chí thích nhàn dật, lấy cảnh núi non sông nước làm vui, rất là vụng về trong nghề thơ. Tuy nhiên, cái bệnh yêu thơ lâu ngày tích lại chưa chữa được khỏi vậy, mỗi khi được thư thả lại dậy hứng mà ngâm vinh, hoặc là ca tụng cảnh đẹp đẽ của sơn thủy hoặc là tô vẽ nét thanh tú của hoa trúc, hoặc là tức cảnh mà ngụ ý hoặc là tức sự mà tự thuật, thảy thảy đều ghi lại thành thơ nói về chí, được cả thảy một nghìn bài, biên tập thành sách, tự đặt tên là Tập thơ am Bạch Vân.” (Bạch Vân am thi tập tự)
Nhà nghiên cứu văn học Nguyễn Huệ Chi trong bài viết "Bước đầu suy nghĩ về văn học thời Mạc Lưu trữ ngày 21 tháng 5 năm 2021 tại Wayback Machine" (2009) đã nhấn mạnh: "Là một nhà dịch học nên ông nổi tiếng là bậc tiên tri, nhưng ông cũng lại là một nhà thơ lớn. Ông viết đến một nghìn bài thơ chữ Hán. Đây là con số mà từ thời đại Mạc trở về trước hoàn toàn chưa có. Đến như Nguyễn Trãi cũng chỉ có 105 bài (không nói về tầm vóc, thơ Nguyễn Trãi kết tinh những tư tưởng nghệ thuật đột xuất, thể hiện một cái “tôi” thao thức trước những vấn đề có thể nói là vấn nạn lịch sử, chắc chắn về số lượng thơ ông đã bị mất mát nhiều nhưng không rõ nếu còn thì có đến 1.000 bài hay không). Lê Thánh Tông tuy tỏ rõ tài năng hùng hậu về thơ, đề tài lại đa dạng, song đứng về số lượng, so với Nguyễn Bỉnh Khiêm hẳn vẫn không bằng. Bên cạnh thơ chữ Hán, thơ Nôm của Nguyễn Bỉnh Khiêm cũng rất dồi dào. Thơ Nôm ông có mặt không thể sánh với thơ Nôm Nguyễn Trãi, lại có mặt đánh dấu một chặng phát triển mới so với thơ Nguyễn Trãi. Rất may mắn cho chúng ta, hiện nay đã tìm được khoảng 800 bài thơ chữ Hán, 180 bài thơ Nôm của ông."

## Văn bản lưu trữ
Hiện nay các tài liệu văn bản thơ văn của Nguyễn Bỉnh Khiêm được lưu giữ ở nhiều nơi, bao gồm những văn bản hiện đang lưu giữ tại Viện Nghiên cứu Hán Nôm và Thư viện Quốc gia Việt Nam.
Trong bài viết “Danh nhân Nguyễn Bỉnh Khiêm và văn bản thơ Nôm”, PGS.TS. Trịnh Khắc Mạnh (Viện Nghiên cứu Hán Nôm) lưu ý, tại kho sách của Viện Nghiên cứu Hán Nôm hiện đang lưu giữ văn bản Bạch Vân am thi tập白雲庵詩集, ký hiệu A.2256, thơ chữ Hán, 260 trang, sách in. Theo các nhà nghiên cứu, đây là bản in đầu triều Nguyễn. Nội dung sách gồm, Bạch vân am thi tập tự 白雲庵詩集序 (bài tựa do Nguyễn Bỉnh Khiêm viết), Bạch Vân am sự tích 白雲庵事跡 (viết về hành trạng của Nguyễn Bỉnh Khiêm), tiếp là phần chép thơ văn Nguyễn Bỉnh Khiêm. Phần chép thơ văn chia là 2 làm quyển, Quyển 11 và Quyển 12, tổng cộng có 626 bài, trong đó có 3 bài ký văn xuôi. Theo Trần Văn Giáp, phần thơ văn chữ Hán của Nguyễn Bỉnh Khiêm nằm trong bộ sách có tên chung là Danh thi hợp tuyển 名詩合選, do viên Trấn thủ Hải Dương là Trần Công Hiến biên tập và đưa in năm Gia Long thứ 13 (1814). Tại Thư viện Quốc gia Việt Nam có lưu giữ các bản thơ văn Nguyễn Bỉnh Khiêm như Bạch Vân am thi tập 白雲庵詩集 (với 03 ký hiệu R.2017, R.1917, R.1718; trong đó bản ký hiệu R.2017 trùng với bản A.2256 của Viện Nghiên cứu Hán Nôm) và Bạch Vân Am tiên sinh 白雲庵先生 (ký hiệu R.101, sách chép tay, thơ chữ Hán, 75 trang).

## Nhận xét
Nhận xét về thơ văn của Nguyễn Bỉnh Khiêm, Vũ Khâm Lân (1703-?) trong Bạch Vân am cư sĩ Nguyễn công Văn Đạt phả ký viết: “Văn chương Tiên sinh rất tự nhiên, không cần điêu luyện, giản dị mà lưu loát, thanh đạm mà nhiều ý vị, câu nào cũng có quan hệ đến sự dạy đời”.
Như Trần Thị Băng Thanh đã nhận định: “Về số lượng mà xét thì trong năm thế kỷ đầu của nền văn học viết Việt Nam, Nguyễn Bỉnh Khiêm là một nhà quán quân. Tuy nhiên vấn đề không chỉ là số lượng. Nguyễn Bỉnh Khiêm đã có một phong cách thơ riêng không lẫn. Ai cũng biết một nguyên tắc thẩm mỹ quan trọng của thơ thời trung đại là ngôn chí, nguyên tắc mà các nhà nghiên cứu hiện đại thường xem là làm hạn chế tính thẩm mỹ của thơ và ngay các nhà thơ cổ . Thế nhưng Nguyễn Bỉnh Khiêm đã tuân theo một cách "triệt để" và với một cảm hứng sáng tạo rất mạnh mẽ. Với ông, đề vịnh, tự sự, tự thuật cũng đều để ngôn chí, và phong cách riêng của ông cũng được xác định chính từ những vần thơ ngôn chí ấy.”